# Bracon discoideus
Bracon discoideus är en stekelart som först beskrevs av Wesmael 1838.  Bracon discoideus ingår i släktet Bracon och familjen bracksteklar. Arten är reproducerande i Sverige. Utöver nominatformen finns också underarten B. d. sculpturifera.